# Verbascum thapsi
Verbascum thapsi är en flenörtsväxtart som beskrevs av Carl von Linné. Verbascum thapsi ingår i släktet kungsljus, och familjen flenörtsväxter. Inga underarter finns listade i Catalogue of Life.